# Chitozan
Chitozan – organiczny związek chemiczny z grupy polisacharydów; pochodna chityny, powstająca w wyniku jej częściowej deacetylacji. Jest nietoksyczny, biokompatybilny i degradowalny.

Powstawanie chitozanu w wyniku częściowej deacetylacji chityny

Jest stosowany w medycynie, m.in. jako składnik materiałów opatrunkowych. Działa antybakteryjnie, przeciwzapalnie i przeciwbólowo, tamuje krwawienie oraz przyspiesza proces gojenia ran. Używa się go także w opatrunkach stosowanych na polu walki w celu doraźnego powstrzymania krwawienia.
Chitozan jest mukoadhezyjny i dobrze pokrywa mokre powierzchnie, np. skórę i błony śluzowe. Stosowany jest jako nośnik w mukoadhezyjnych układach dostarczania leków (MDDS, z ang. mucoadhesive drug delivery system), dzięki którym leki zostają związane z miejscem swojego działania, tj. błonach śluzowych.
Jest dopuszczony do stosowania jako suplement diety w produktach na odchudzanie. Jego działanie ma polegać na blokadzie wchłaniania tłuszczu, jednak wyniki przeprowadzonych badań są niejednoznaczne, a jego skuteczność budzi wątpliwości. 
Mikrokrystaliczny chitozan charakteryzuje się:
- wysoką wartością wskaźnika wtórnego pęcznienia
- zdolnością do tworzenia błon polimerowych bezpośrednio z zawiesiny
- wysoką adhezyjnością
- kontrolowaną bioaktywnością, a zwłaszcza działaniem antybakteryjnym
- biozgodnością i nietoksycznością
- wysoką stabilnością w postaci zawiesiny
- dobrą mieszalnością z szeregiem substancji, w tym polimerami
- dużą reaktywnością chemiczną
- dużą pojemnością sorpcyjną oraz zdolnościami chelatującymi